# シングルコレクション (1986〜1991)
『シングルコレクション (1986〜1991)』は、1998年11月21日に発売された德永英明初のシングル・ベスト・アルバム。

## 解説
1986年～1991年の間、発売されたシングル全13曲を発売順に収録。
『シングルコレクション (1992〜1997)』と同日発売。
初回プレスのみ、カラージュエルケース。

## 収録曲
1. レイニー ブルー　[4:22][2]
2. 夏のラジオ　[4:29][2]
3. BIRDS　[4:13][2]
4. 輝きながら…　[4:30][2]
5. 風のエオリア　[3:50][2]
6. 最後の言い訳　[6:20][2]
7. 恋人　[4:52][2]
8. MYSELF ～風になりたい～　[5:48][2]
9. 夢を信じて　[4:51][2]
10. 壊れかけのRadio　[5:13][2]
11. Wednesday Moon　[5:17][2]
12. LOVE IS ALL　[5:08][2]
13. Revolution　[6:27][2]